# 미국 내무부
미국 내무부(美國 內務部, 영어: Department of the Interior)는 미국의 행정 기관이다. 연방 정부의 한 부로서 합중국 및 그 속령의 천연 자원의 보존과 개발에 대한 책임을 진다.
내각에서 미국의 연방정부의 땅과 자연과 자원을 그리고 미국의 아메리카 원주민, 하와이 원주민, 알래스카 원주민, 영토와 섬 지역의 대한 정부의 일에 관하여 또한 연방 소유의 국유지 75% 관리의 책임을 진다. 나머지 영토의 거의 대부분의 관리는 미국 농무부와 산림청이 관리한다.
내무부를 관리하는 현재의 장관은 도널드 트럼프 미국 대통령 고문단의 일원인 더그 버검이다.
내무부라는 이름에도 불구하고 통상적으로 치안문제와 국내안보를 책임지는 다른 나라의 내무부와는 역할이 다르다. 미국에서는 미국 국토안보부와 다음으로 미국 법무부가 국가 안보와 출입국 관리를 한다.
미국 내무부는 미국에서 종종 유머로 "나머지 부"(The Department of Everything Else)라고 불린다. 왜냐하면 광범위한 책임을 지기 때문이다.